# George Russell (autóversenyző)
George William Russell (King's Lynn, 1998. február 15. –) brit autóversenyző, a 2017-es GP3-szezon és a 2018-as Formula–2 szezon bajnoka. 2019-től három szezonon át a Williams, majd 2022-től a Mercedes Formula–1-es csapatának versenyzője.

## Pályafutása

### Gokart
King's Lynnben, Norfolk megyében született. Russell 2006-ban kezdte meg a gokartozást, majd 2009-ig haladt a kadét osztályon, MSA brit bajnok és brit nyílt bajnok lett. 2010-ben igazolt a Rotax Mini Max kategóriába, ahol Super One brit bajnok, a Formula Kart Stars brit bajnok lett, és szintén megnyerte a Kartmasters brit nagydíját. Russell 2011-ben  a KF3 osztályban szerepelt, megnyerte a SKUSA Supernationals címet, és CIK-FIA európai bajnokká vált, amely címét sikeresen megvédte 2012-ben. 2013-ban a KF1 CIK-FIA világbajnokságon 19. helyezést ért el.

### Formula Renault 2.0
2014-ben Russell nyílt karosszériás autóban is debütált, a Formula Renault 2.0 Alps bajnokságban. Eredetileg a Prema Powerteam versenyzője lett volna, mielőtt az utolsó pillanatban aláírt a Koiranen GP-hez. Annak ellenére, hogy hiányzott egy hétvégén betegség miatt, a negyedik helyen végzett a bajnokságon, és egyetlen dobogós helyezést ért el a Red Bull Ring-en.
Russell szintén vitatja az Eurocup Formula Renault 2.0 bajnokság két fordulóját. A moszkvai hétvégén részt vett a Koiranen GP-vel, mielőtt a Tech 1 Racing-re váltott a jerezi utolsó futam előtt, amit megnyert a pole-pozícióból.

### Formula–4
2014-ben Russell is részt vett a BRDC Formula–4 bajnokságban a bajnokok Lanan Racing címmel. A szezon utolsó futamán a Snetterton-ben négyszeres címmel harcolt Arjun Maini csapattárssal és Sennan Fielding és Raoul Hyman HHC Motorsport párosításával. A pole pozícióból indulva Russell megnyerte a futamot, a szezonban ötödik lett, és a csapattársát Mainit csak három ponttal előzte meg.
A BRDC Formula–4 bajnokság megnyeréséért Russell tesztelt egy GP3-as autót az Arden Motorsporttal az Abu-Dzabi Yas Marina Circuit-ban. 2014 decemberében Russell lett a nyertese a rangos McLaren Autosport BRDC díjnak, melyben Alexander Albont, Ben Barnicoatot, Sennan Fieldinget, Seb Morrist és Harrison Scottot előzte meg, hogy 100,000 font pénznyereményt szerezzen, és egy Formula–1 tesztet a McLarennel.
2015 februárjában Russellt a tizenkét versenyző egyikének jelentették be, aki csatlakozott a brit Racing Drivers "Club SuperStars" programjához, a legfiatalabbként a tagok közül.

### Formula–3 Európa-bajnokság

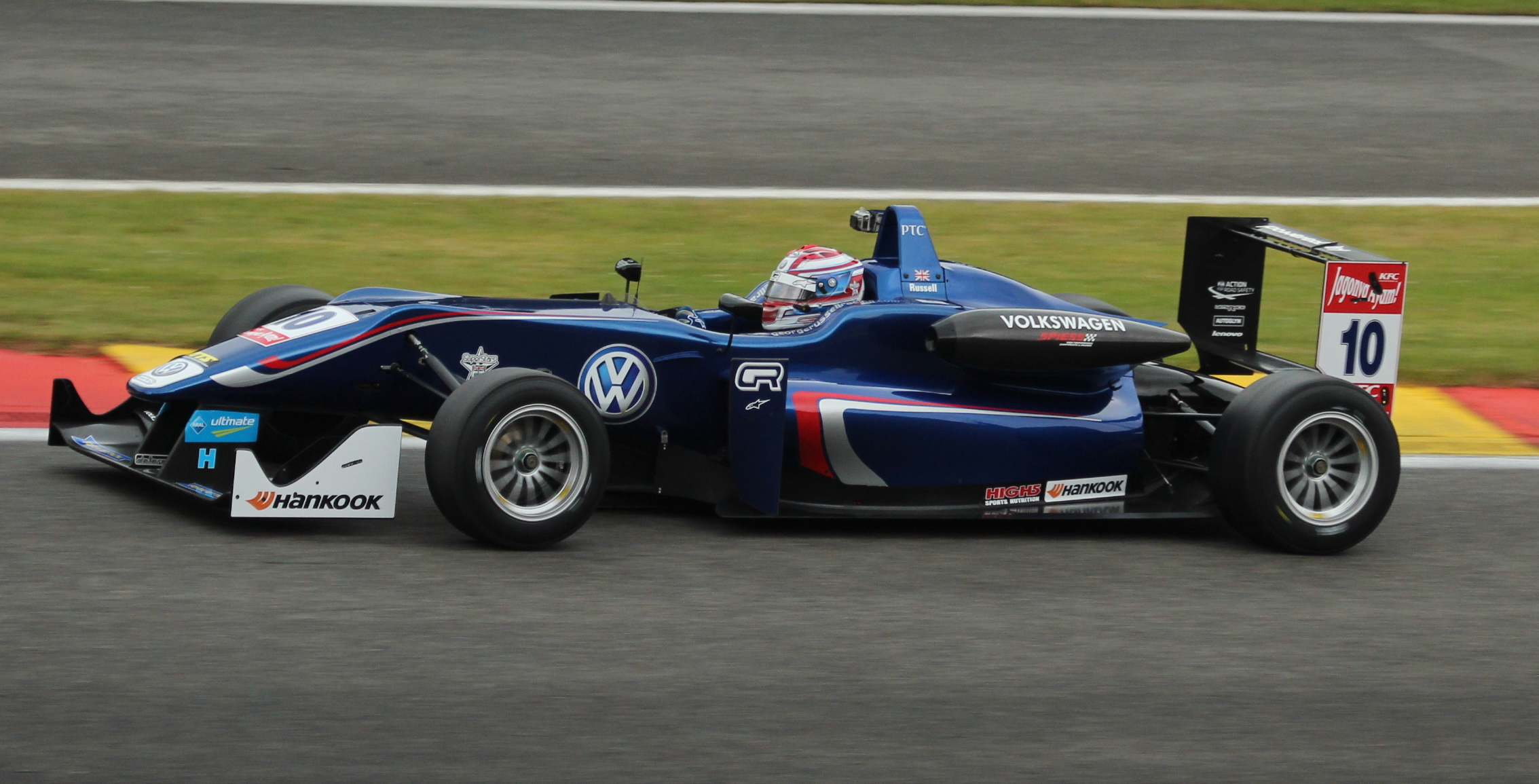
A 2015-ös bajnokság belgiumi versenyhétvégéjén

Russell 2015-ben érkezett a Formula–3 Európa-bajnokságba a Carlin-al.  A Silverstone-ni első futamot megnyerte a szezon elején, majd Charles Leclerc és Antonio Giovinazzi előtt végzett volna a hétvége második futamán. A Spa-Francorchamps-ban és a Norisringen rendezett futamokon további két pódiumot szerzett, és  a 6. helyen végzett a bajnokságban. Leclerc után második lett az újoncok bajnokságában.
2015 szeptemberében Russell részt vett a Zandvoortnál megrendezésre kerülő Formula 3-as, nem bajnoki versenyen. A kvalifikációs versenyen elért negyedik helyezést követően a második futamot Antonio Giovinazzi mögött ért célba. Russell a Makaó Nagydíjon is részt vett a Carlinnal, de az esemény előtt a japán Euroformula Open pontversenyének éllovasa, Yu Kanamaru váltotta a pilótaülésben.
Russell átszerződött 2016-ban a Hitech GP-hez, két győzelmet aratott, és a harmadik helyen végzett.

### GP3
2017. január 19-én aláírt az ART Grand Prixhez, azt követően, hogy korábban a csapatnál vezetett a szezon utáni teszten a Yas Marina-ban 2016 novemberében.
Russell magabiztos és kiegyensúlyozott teljesítményt nyújtva kezdte a szezont, a spanyol nagydíjon egy 4. és egy 5. helyet szerzett. A következő futamon, a Red Bull Ringen az első rajtkockát és első győzelmét is megszerezte.  Hazai versenyén, Silverstoneban megismételte ugyanezt a teljesítményt. Győzött még a belga és az olasz versenyen is, majd az évadzáró előtt egy futammal, a spanyol nagydíjon megszerezte a bajnoki címet.

### Formula–2

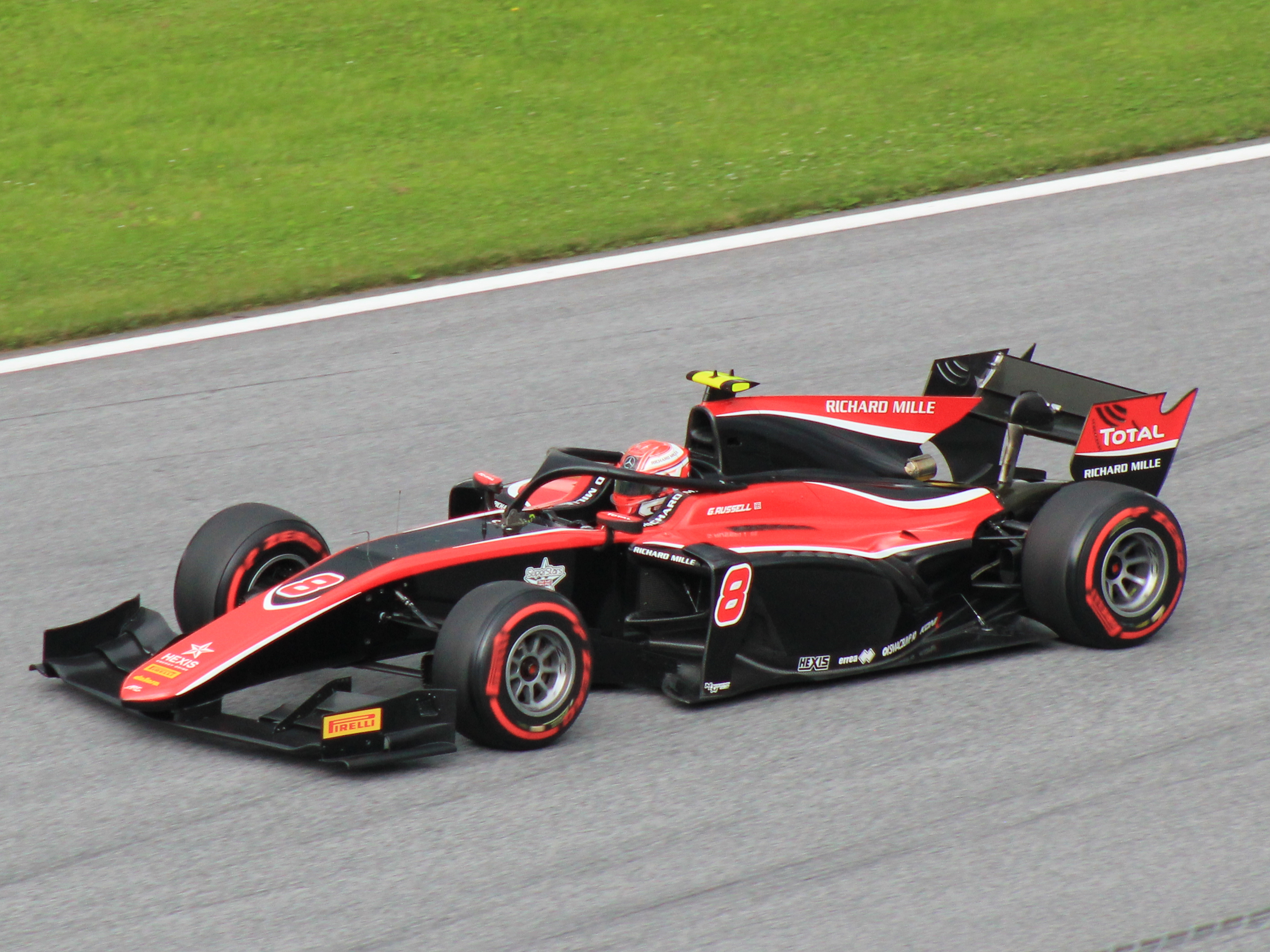
Russell a Formula–2 Red Bull Ringi fordulóján

2018 januárjában az ART Grand Prix bejelentette, hogy Russell lesz az egyik versenyzőjük a 2018-as FIA Formula–2 szezonban. Mindeközben a Formula–1-es Mercedes csapat is hivatalossá tette, hogy Pascal Wehrlein mellett ő látja el tesztpilótai feladatokat.
Russell a bajnokság bahreini nyitófordulójában a második helyről indulva az ötödik helyen végzett. A Bakuban rendezett második versenyhétvégén megszerezte az első győzelmét a sorozatban.
Szezonbeli második győzelmét a spanyol nagydíjon aratta, ahol a holland Nyck de Vriesszel vívott kemény küzdelmet az első helyért.  Az ezt követő sprintfutamban a második helyen végzett és a bajnokságban is fellépett a második pozícióba.
A monacói nagydíjon motorhiba miatt egyik futamon sem tudott pontot szerezni. Ezt követően a Le Castelletben rendezett francia nagydíjon harmadik győzelmét is megszerezte a bajnokság során.
Végül a szezon utolsó fordulójáig versenyben volt a bajnoki címért, majd az Abu Dzabiban rendezett zárófutamon meg is szerezte azt Lando Norris és Alexander Albon előtt.

### Formula–1
2017. január 19-én Russell aláírt a Mercedeshez és csatlakozott az istálló fiatal versenyzőket támogató programjához. Augusztus 1-2.-án a Hungaroringen részt vett a budapesti teszten, ahol a fiatal tehetségek kaptak tesztlehetőséget. A 2017-es szezon utolsó két versenyhétvégéjén, a brazil és az abu-dzabi nagydíjon az első szabadedzésen vezethette a Force India egyik autóját.

#### Williams (2019-2021)
2018. október 12-én a Williams istálló hivatalosan is bejelentette, hogy a 2019-es világbajnoki szezonban ő lesz az egyik versenyzőjük. A gárda jelentősen lemaradva a mezőnytől, abszolút utolsó számú erőnek számított az évadban, Russell pedig egyetlen pontot sem tudott gyűjteni. Legjobb eredménye egy 11. hely volt a kaotikus német futamról. A versenyek statisztikáiban, azonban majdnem minden hétvégén jelentősen megelőzte csapattársát, Robert Kubicát és a 21 versenyből 17-szer végzett jobb pozícióban, mint a lengyel.
2020-ban továbbra is a Williams versenyzője maradt, új csapattársa Nicholas Latifi lett. Többször is sikerült bejutnia a kvalifikáció második szakaszába és a versenyeken is nagyon kiegyensúlyozott teljesítményt nyújtott és többször is kevesen múlt, hogy bajnoki pont nélkül zárt. 2020. december 2-án a Mercedes bejelentette, hogy ő helyettesítette a koronavírusos világbajnok honfitárását, Lewis Hamiltont a szahír nagydíjon, míg az ő helyét Jack Aitken vette át a Williamsnél.Russell a 2020-as szahír nagydíjon a csapat színeiben állt rajthoz, a koronavírust szenvedő honfitársát Lewis Hamiltont pótolta.
A kvalifikáción a második helyet szerezte meg, ideiglenes csapattársa Valtteri Bottas mögött 26 ezredmásodperccel maradt el.
A futamon a rajt után az egyes kanyarban átvette az első helyet, és a verseny nagy részében az élen vezetett, majd a 73. körben a Mercedes szerelői Valtteri első abroncsait tették fel a duplakiállás során, így a következő körben kénytelen volt ismét kiállni. A virtuális fázis újraindítása után az 5. helyről felzárkózott a második helyre, előbb a 70. körben pazarul előzte meg Valtteri Bottast, két körrel később Lance Strollt, és egy körrel később Esteban Ocont a második helyen. Miközben az élen haladó Sergio Pérezt üldözte, az utolsó 10 körben lassú defektet kapott, kénytelen volt ismét bokszba kiállni. Russell a versenyt a 9. helyen zárta, övé lett a leggyorsabb kör, megszerezte első vb-pontjait; összesen három egységet gyűjtött.

#### Mercedes (2022-)
2021. szeptember 7-én jelentette be a Mercedes, hogy Valtteri Bottas helyére érkezik a csapatba, ahol Lewis Hamilton csapattársa lett.
A Mercedes első főállású versenyzőjeként a bahreini nagydíjon kilencedikként kvalifikálta magát, és a negyedik helyen ért célba. A Mercedes színeiben az első dobogós helyezését két futammal később, az ausztrál nagydíjon gyűjtötte be. Karrierje első pole-pozícióját a magyar nagydíjon szerezte. A versenyen sokáig az élen autózott, majd Max Verstappen és Lewis Hamilton is megelőzte, így csak a dobogó legalsó fokára állhatott fel.
A São Paulói nagydíjra a harmadik helyen kvalifikált, a sprinfutamot Max Verstappen és Kevin Magnussen előtt megnyerte. A verseny során megszerezte első Formula–1 nagydíjgyőzelmét, és a leggyorsabb kör is az övé lett. Ez volt csapatának első az évi győzelme. A szezon végén 275 ponttal negyedik lett.
2024-ben az osztrák nagydíjon megszerezte második győzelmét. A belga nagydíjon elsőként ért célba, ám mérlegelés után kizárták (autója másfél kilóval könnyebb volt, mint a megengedett minimum súly) és így csapattársa, Lewis Hamilton nyert el a belga nagydíjat. Russell novemberben megnyerte a Las-Vegasi nagydíjat, ami a második győzelme volt a szezonban. A szezon végén hatodik lett 245 ponttal.
2025-re csapattársa Andrea Kimi Antonelli lett. Russell az ausztrál  és a kínai nagydíjon harmadik lett. A kanadai nagydíjon megszerezte negyedik F1-es győzelmét, míg Antonelli harmadik lett.

## Eredményei
| Év   | Bajnokság                       | Csapat          | Versenyek   | Győzelmek   | Poles       | L/körök     | Dobogók     | Pontok      | Helyezés    |
| ---- | ------------------------------- | --------------- | ----------- | ----------- | ----------- | ----------- | ----------- | ----------- | ----------- |
| 2014 | Brit Formula–4-es bajnokság     | Lanan Racing    | 24          | 5           | 3           | 4           | 11          | 483         | 1.          |
| 2014 | Formula Renault 2.0 Alps        | Koiranen GP     | 12          | 0           | 0           | 0           | 1           | 123         | 4.          |
| 2014 | Formula Renault 2.0 Európa-kupa | Koiranen GP     | 2           | 0           | 0           | 0           | 0           | 0           | HN†         |
| 2014 | Formula Renault 2.0 Európa-kupa | Tech 1 Racing   | 2           | 1           | 1           | 1           | 1           | 0           | HN†         |
| 2015 | Formula–3 Európa-bajnokság      | Carlin          | 33          | 1           | 0           | 0           | 3           | 203         | 6.          |
| 2015 | Masters of Formula–3            | Carlin          | 1           | 0           | 0           | 0           | 1           | —           | 2.          |
| 2016 | Formula–3 Európa-bajnokság      | HitechGP        | 30          | 2           | 3           | 3           | 10          | 264         | 3.          |
| 2016 | Makaói nagydíj                  | HitechGP        | 1           | 0           | 1           | 0           | 0           | —           | 7.          |
| 2017 | GP3                             | ART Grand Prix  | 15          | 4           | 4           | 5           | 7           | 220         | 1.          |
| 2017 | Formula–1                       | Mercedes        | Tesztpilóta | Tesztpilóta | Tesztpilóta | Tesztpilóta | Tesztpilóta | Tesztpilóta | Tesztpilóta |
| 2017 | Formula–1                       | Force India     | Tesztpilóta | Tesztpilóta | Tesztpilóta | Tesztpilóta | Tesztpilóta | Tesztpilóta | Tesztpilóta |
| 2018 | Formula–2                       | ART Grand Prix  | 24          | 7           | 5           | 6           | 11          | 287         | 1.          |
| 2018 | Formula–1                       | Mercedes        | Tesztpilóta | Tesztpilóta | Tesztpilóta | Tesztpilóta | Tesztpilóta | Tesztpilóta | Tesztpilóta |
| 2018 | Formula–1                       | Force India     | Tesztpilóta | Tesztpilóta | Tesztpilóta | Tesztpilóta | Tesztpilóta | Tesztpilóta | Tesztpilóta |
| 2019 | Formula–1                       | Williams Racing | 21          | 0           | 0           | 0           | 0           | 0           | 20.         |
| 2020 | Formula–1                       | Williams Racing | 16          | 0           | 0           | 0           | 0           | 3           | 18.         |
| 2020 | Formula–1                       | Mercedes        | 1           | 0           | 0           | 1           | 0           | 3           | 18.         |
| 2021 | Formula–1                       | Williams Racing | 22          | 0           | 0           | 0           | 1           | 16          | 15.         |
| 2022 | Formula–1                       | Mercedes        | 22          | 1           | 1           | 4           | 8           | 275         | 4.          |
| 2023 | Formula–1                       | Mercedes        | 22          | 0           | 0           | 0           | 2           | 175         | 8           |
| 2024 | Formula–1                       | Mercedes        | 24          | 2           | 4           | 2           | 4           | 245         | 6.          |
| 2025 | Formula–1                       | Mercedes        | 12          | 1           | 1           | 1           | 5           | 147*        | 4*          |

* A szezon jelenleg is zajlik.
† Russell vendégpilóta volt a sorozatban, így a helyezését nem értékelték.

### Teljes Formula–3 Európa-bajnokság eredménysorozata
(Félkövér: pole-pozícióból indult; dőlt: leggyorsabb kört futott)
| Év   | Csapat   | 1       | 2        | 3        | 4        | 5       | 6        | 7       | 8       | 9       | 10      | 11      | 12       | 13      | 14       | 15       | 16       | 17      | 18      | 19      | 20      | 21      | 22      | 23       | 24      | 25       | 26      | 27      | 28       | 29      | 30       | 31      | 32      | 33       | Helyezés | Pont |
| ---- | -------- | ------- | -------- | -------- | -------- | ------- | -------- | ------- | ------- | ------- | ------- | ------- | -------- | ------- | -------- | -------- | -------- | ------- | ------- | ------- | ------- | ------- | ------- | -------- | ------- | -------- | ------- | ------- | -------- | ------- | -------- | ------- | ------- | -------- | -------- | ---- |
| 2015 | Carlin   | SIL 1 8 | SIL 2 1  | SIL 3 5  | HOC 1 11 | HOC 2 9 | HOC 3 18 | PAU 1 8 | PAU 2 6 | PAU 3 8 | MNZ 1 8 | MNZ 2 6 | MNZ 3 7  | SPA 1 6 | SPA 2 13 | SPA 3    | NOR 1 10 | NOR 2 5 | NOR 3 2 | ZAN 1 6 | ZAN 2 5 | ZAN 3 6 | RBR 1 5 | RBR 2 7  | RBR 3 9 | ALG 1 10 | ALG 2 5 | ALG 3 4 | NÜR 1 13 | NÜR 2 8 | NÜR 3 10 | HOC 1 7 | HOC 2 8 | HOC 3 Ki | 6.       | 203  |
| 2016 | HitechGP | LEC 1 3 | LEC 2 11 | LEC 3 18 | HUN 1 Ki | HUN 2 4 | HUN 3 Ki | PAU 1 4 | PAU 2 1 | PAU 3   | RBR 1 5 | RBR 2   | RBR 3 Ki | NOR 1 3 | NOR 2 9  | NOR 3 Ki | ZAN 1 7  | ZAN 2 9 | ZAN 3 5 | SPA 1 5 | SPA 2 1 | SPA 3   | NÜR 1 3 | NÜR 2 Ki | NÜR 3 7 | IMO 1 4  | IMO 2 3 | IMO 3 2 | HOC 1 7  | HOC 2 6 | HOC 3 Ki |         |         |          | 3.       | 264  |

### Teljes GP3-as eredménysorozata
(Félkövér: pole-pozícióból indult; dőlt: leggyorsabb kört futott)
| Év   | Csapat         | 1         | 2         | 3         | 4         | 5         | 6         | 7          | 8          | 9         | 10        | 11        | 12        | 13        | 14        | 15        | 16        | Helyezés | Pont |
| ---- | -------------- | --------- | --------- | --------- | --------- | --------- | --------- | ---------- | ---------- | --------- | --------- | --------- | --------- | --------- | --------- | --------- | --------- | -------- | ---- |
| 2017 | ART Grand Prix | ESP FEA 4 | ESP SPR 5 | AUT FEA 1 | AUT SPR 6 | GBR FEA 1 | GBR SPR 4 | HUN FEA Ni | HUN SPR 11 | BEL FEA 1 | BEL SPR 2 | ITA FEA 1 | ITA SPR T | JER FEA 2 | JER SPR 4 | UAE FEA 2 | UAE SPR 4 | 1.       | 220  |

### Teljes FIA Formula–2-es eredménysorozata
(Félkövér: pole-pozícióból indult; dőlt: leggyorsabb kört futott)
| Év   | Csapat         | 1         | 2          | 3          | 4         | 5         | 6         | 7          | 8          | 9         | 10         | 11        | 12        | 13        | 14        | 15         | 16        | 17        | 18        | 19        | 20        | 21        | 22        | 23        | 24        | Helyezés | Pont |
| ---- | -------------- | --------- | ---------- | ---------- | --------- | --------- | --------- | ---------- | ---------- | --------- | ---------- | --------- | --------- | --------- | --------- | ---------- | --------- | --------- | --------- | --------- | --------- | --------- | --------- | --------- | --------- | -------- | ---- |
| 2018 | ART Grand Prix | BHR FEA 5 | BHR SPR 19 | AZE FEA 12 | AZE SPR 1 | ESP FEA 1 | ESP SPR 4 | MON FEA Ki | MON SPR Ki | FRA FEA 1 | FRA SPR 17 | AUT FEA 1 | AUT SPR 2 | GBR FEA 2 | GBR SPR 2 | HUN FEA Ki | HUN SPR 8 | BEL FEA 3 | BEL SPR 7 | ITA FEA 4 | ITA SPR 1 | RUS FEA 4 | RUS SPR 1 | UAE FEA 1 | UAE SPR 4 | 1.       | 287  |

### Teljes Formula–1-es eredménysorozata
(Táblázat értelmezése)

(Félkövér: pole-pozícióból indult; dőlt: leggyorsabb kört futott) 

| Év   | Csapat      | 1      | 2      | 3       | 4      | 5      | 6       | 7      | 8      | 9      | 10     | 11     | 12     | 13      | 14      | 15      | 16     | 17     | 18     | 19     | 20     | 21     | 22     | 23    | 24    | Helyezés | Pont |
| ---- | ----------- | ------ | ------ | ------- | ------ | ------ | ------- | ------ | ------ | ------ | ------ | ------ | ------ | ------- | ------- | ------- | ------ | ------ | ------ | ------ | ------ | ------ | ------ | ----- | ----- | -------- | ---- |
| 2017 | Force India | AUS    | CHN    | BHR     | RUS    | ESP    | MON     | CAN    | AZE    | AUT    | GBR    | HUN Tp | BEL    | ITA     | SIN     | MAL     | JPN    | USA    | MEX    | BRA Tp | UAE Tp |        |        |       |       | -        | -    |
| 2019 | Williams    | AUS 16 | BHR 15 | CHN 16  | AZE 15 | ESP 17 | MON 15  | CAN 16 | FRA 19 | AUT 18 | GBR 14 | GER 11 | HUN 16 | BEL 15  | ITA 14  | SIN Ki  | RUS Ki | JPN 16 | MEX 16 | USA 17 | BRA 12 | UAE 17 |        |       |       | 20.      | 0    |
| 2020 | Williams    | AUT Ki | STY 16 | HUN 18  | GBR 12 | 70 18  | ESP 17  | BEL Ki | ITA 14 | TOS 11 | RUS 18 | EIF Ki | POR 14 | EMI Ki  | TUR 16  | BHR 12  |        | UAE 15 |        |        |        |        |        |       |       | 18.      | 3    |
| 2020 | Mercedes    |        |        |         |        |        |         |        |        |        |        |        |        |         |         |         | SAK 9  |        |        |        |        |        |        |       |       | 18.      | 3    |
| 2021 | Williams    | BHR 14 | EMI Ki | POR 16  | ESP 14 | MON 14 | AZE 17† | FRA 12 | STY Ki | AUT 11 | GBR 12 | HUN 8  | BEL 2‡ | NED 17† | ITA 9   | RUS 10  | TUR 15 | USA 14 | MEX 16 | BRA 13 | QAT 17 | SAU Ki | UAE Ki |       |       | 15.      | 16   |
| 2022 | Mercedes    | BHR 4  | SAU 5  | AUS 3   | EMI 4  | MIA 5  | ESP 3   | MON 5  | AZE 3  | CAN 4  | GBR Ki | AUT 4  | FRA 3  | HUN 3   | BEL 4   | NED 2   | ITA 3  | SIN 14 | JPN 8  | USA 5  | MEX 4  | BRA 1  | UAE 5  |       |       | 4.       | 275  |
| 2023 | Mercedes    | BHR 7  | SAU 4  | AUS Ki  | AZE 8  | MIA 4  | MON 5   | ESP 3  | CAN Ki | AUT 7  | GBR 5  | HUN 6  | BEL 6  | NED 17  | ITA 5   | SIN 16† | JPN 7  | QAT 4  | USA 5  | MEX 6  | BRA Ki | LVS 8  | UAE 3  |       |       | 8.       | 175  |
| 2024 | Mercedes    | BHR 5  | SAU 6  | AUS 17† | JPN 7  | CHN 6  | MIA 8   | EMI 7  | MON 5  | CAN 3  | ESP 4  | AUT 1  | GBR Ki | HUN 8   | BEL Kiz | NED 7   | ITA 7  | AZE 3  | SIN 4  | USA 6  | MEX 5  | BRA 4  | LVS 1  | QAT 4 | UAE 5 | 6.       | 245  |
| 2025 | Mercedes    | AUS 3  | CHN 3  | JPN 5   | BHR 2  | SAU 5  | MIA 3   | EMI 7  | MON 11 | ESP 4  | CAN 1  | AUT 5  | GBR 10 | BEL 5   | HUN 3   | NED     | ITA    | AZE    | SIN    | USA    | MEX    | BRA    | LVS    | QAT   | UAE   | 4.       | 172  |

* A szezon jelenleg is zajlik.
† A versenyt nem fejezte be, de helyezését értékelték, mert a versenytáv több, mint 90%-át teljesítette.
‡ A versenyt félbeszakították, és mivel nem teljesítették a táv 75%-át, így a szerezhető pontoknak csak a felét kapta meg.

#### Győzelmei a Formula-1-ben
| Év   | Nagydíj             | Csapat   | Verseny | Rajhely |
| ---- | ------------------- | -------- | ------- | ------- |
| 2022 | São Paulo-i nagydíj | Mercedes | 81.     | 1.      |
| 2024 | osztrák nagydíj     | Mercedes | 115.    | 3.      |
| 2024 | Las Vegas-i nagydíj | Mercedes | 126.    | 1.      |
| 2025 | kanadai nagydíj     | Mercedes | 138.    | 1.      |

## Külső hivatkozások
- George Russell honlapja
- George Russell a Facebookon
- George Russell a Twitteren
- George Russell az Instagramon
- George Russell a GP3 hivatalos honlapján